# 中國機械設備工程股份
中國機械設備工程股份有限公司，簡稱中國機械設備工程股份，以及中國機械設備工程（英語：China Machinery Engineering Corporation，港交所除牌前：1829），在1979年成立前身為「中国机械设备进出口总公司」，現時為中國機械工業集團有限公司屬下機構，主要業務經營工程承包、进出口贸易、科研设计及国际服务业务，現任董事長及總裁孫柏接。
2005年，被中國機械工業集團有限公司收購本集團，已被國務院批准，總部位於北京市西城區廣安門外大街178號。
而在2012年12月初，本公司招股價為5.4港元，全球發行為7.18億股H股，而集資額為5億美元（39億港元），其中策略投資者包括中國南車（香港）有限公司、中國人民保險集團股份有限公司每各認購5000萬美元，其次是南京汽輪電機（集團）有限責任公司認購5000萬美元，而股份則在2012年12月21日於港交所上市。
2019年7月4日，中國機械工程公布於6月15日與老撾蘇里亞蓬國際貿易就波里坎塞省230MW光伏項目簽署承包合同，合同金額約為3.45億美元。